# Glickenhaus 007 LMH
Chronologie des modèles (2021)
La Glickenhaus 007 LMH est une voiture de course de type Le Mans Hypercar, lancée en 2021 par le constructeur américain Scuderia Cameron Glickenhaus.

## Caractéristiques
La SCG 007 LMH est la version de course de la SCG 007. Elle répond à la réglementation technique Le Mans Hypercar. Elle a été conçue, développée et produite par la société italienne Podium Advanced Technologies. Concernant l'aérodynamique, un travail avait été mené avec la société suisse Sauber. Elle est animée par un groupe V8 3,5 l bi-turbo développé par la société française Pipo Moteurs. Ce groupe propulseur est conçu à partir du bloc 4 cylindres turbo utilisé avec succès dans le Championnat du monde des rallyes,.

## Variante: SCG 007S
La SCG 007S est la version routière de la SCG 007. Le constructeur automobile américain a annoncé qu'il allait produire 24 exemplaires de ce modèle. Par rapport à la version de course, elle développera 1 400 chevaux et sera équipée d'une climatisation fonctionnelle.

## Palmarès
- 24 Heures du Mans 2022 : Troisième place avec la n°709 pilotée par Ryan Briscoe, Franck Mailleux, Richard Westbrook

| Année | Entrant            | Classe   | Pilotes                                                                 | No. | Courses.          | Courses  | Courses | Courses  | Courses  | Courses | Courses | Courses | Pts. | Pos. |
| Année | Entrant            | Classe   | Pilotes                                                                 | No. | Courses.          | 1        | 2       | 3        | 4        | 5       | 6       | 7       | Pts. | Pos. |
| ----- | ------------------ | -------- | ----------------------------------------------------------------------- | --- | ----------------- | -------- | ------- | -------- | -------- | ------- | ------- | ------- | ---- | ---- |
| 2021  | Glickenhaus Racing | Hypercar | Gustavo Menezes Olivier Pla Pipo Derani                                 | 708 | 3,4               | SPA      | POR     | MON Abd. | LMN 4    | BAR 1   | BAR 2   |         | 37   | 3e   |
| 2021  | Glickenhaus Racing | Hypercar | Richard Westbrook Romain Dumas Ryan Briscoe                             | 709 | 2-4               | SPA      | POR 4   | MON 3    | LMN 5    | BAR 1   | BAR 2   |         | 37   | 3e   |
| 2022  | Glickenhaus Racing | Hypercar | Olivier Pla Romain Dumas Ryan Briscoe Pipo Derani                       | 708 | 1-4 1 3-4         | SEB 3    | SPA 3   | LMN 4    | MON Abd. | FUJ     | BAR     |         | 70   | 3e   |
| 2022  | Glickenhaus Racing | Hypercar | Franck Mailleux Richard Westbrook Ryan Briscoe                          | 709 | 3                 | SEB      | SPA     | LMN 3    | MON      | FUJ     | BAR     |         | 70   | 3e   |
| 2023  | Glickenhaus Racing | Hypercar | Olivier Pla Ryan Briscoe Romain Dumas Nathanaël Berthon Franck Mailleux | 708 | 1-5 1,2,4 1-5 5 3 | SEB Abd. | POR 8   | SPA 7    | LMN 6    | MZA 8   | FUJ     | BHR     | 36   | 6e   |
| 2023  | Glickenhaus Racing | Hypercar | Franck Mailleux Nathanaël Berthon Esteban Gutiérrez                     | 709 | 4                 | SEB      | POR     | SPA      | LMN 7    | MZA     | FUJ     | BHR     | 36   | 6e   |

Les courses en gras indiquent que la pole position a été réalisée. Les courses en italique indiquent que l'écurie a réalisé le meilleur tour en course.

Les résultats des courses sont indiqués pour la classe Hypercar et non le classement général.

## Écuries
Les écuries utilisatrices de la voiture sont :
- En WEC :
  - Glickenhaus Racing
- En WeatherTech SportsCar Championship : La marque n'est pas acceptée